# Ehrennadel der Sozialistischen Einheitspartei Deutschlands
Die Ehrennadel der Sozialistischen Einheitspartei Deutschlands war eine  nichtstaatliche Auszeichnung der Sozialistischen Einheitspartei Deutschlands (SED) der Deutschen Demokratischen Republik (DDR).
Die Auszeichnung gab es in den Varianten
- Ehrennadel für 40-jährige Mitgliedschaft in Arbeiterparteien und
- Ehrennadel für 50-jährige Mitgliedschaft in Arbeiterparteien.

## Aussehen

### Ehrennadel für 40-jährige Mitgliedschaft
Die Ehrennadel für 40-jährige Mitgliedschaft hat die Form einer wehenden roten „Arbeiterfahne“ mit Fahnenspitze. Der Fahnenstab sowie der Flaggenrand sind golden gehalten. Auf der Flagge der ersten Form sind die vier goldenen Köpfe (von hinten nach vorn) von Karl Marx, Friedrich Engels, Lenin und Josef Stalin zu sehen. Stalins Kopf wurde in der Folge nicht mehr verwendet. Umschlossen sind die Köpfe beider Varianten von zwei unten gekreuzten, nach oben hin offenen Lorbeerzweigen und der darunter liegenden Umschrift: SOZIALISTISCHE EINHEITSPARTEI DEUTSCHLANDS. Die Rückseite zeigt eine waagerecht verlötete Nadel mit Gegenhaken. Es sind auch Exemplare mit senkrechter Nadel bekannt.

### Ehrennadel für 50-jährige Mitgliedschaft
Die Ehrennadel für 50-jährige Mitgliedschaft ist golden, rund und hat einen Durchmesser von 25 mm, ab 1970 23,5 mm, und zeigt mittig eine rot emaillierte Fahne mit goldener Rahmung. An ihrer unteren kleinen Fahnenstange ist die Zahl 50 zu lesen, an der sich linksbündig ein gebogener Lorbeerzweig anschließt, der bis zur Fahnenspitze heraufreicht. Am rechten Medaillenrand ist von oben nach unten die Umschrift: SOZIALISTISCHE EINHEITSPARTEI DEUTSCHLANDS zu lesen. Die Rückseite zeigt eine waagerecht verlötete Nadel mit Gegenhaken.